# Pedro Hossi
Pedro Hossi (Luanda, 12 de agosto de 1978) é um ator angolano.

## Biografia
Pedro Hossi nasceu em Luanda, Angola. Mudou-se para Portugal quando tinha dois anos e viveu no país até ao final da adolescência.
Aos 19 anos percebeu que é possível desistir-se de um sonho para viver outro ainda maior: afinal, foi uma desilusão com o futebol que levou o agora ator a apaixonar-se pelo mundo do teatro e da representação. Desde então, pouco parou entre projetos em Portugal, Angola e também noutros pontos do globo.
Aos 22 anos rumou até Nova Iorque para estudar no Lee Strasberg Theatre Institute. De seguida, foi para Paris, de forma a poder estudar/trabalhar com Jack Waltzer.
Mais tarde, volta para os Estados Unidos da América, onde foi diretor de um filme independente, chamado "Borderline". A película foi filmada entre o México e Los Angeles, onde Hossi viveu dez anos. Depois disto, foi protagonista do filme "O Grande Kilapy", ao lado de Lázaro Ramos. O filme teve estreia mundial no Festival de Cinema de Toronto.
Nos últimos anos, tem participado em diversos projetos de televisão e de cinema em Portugal, arrecadando vários prémios de "Ator do Ano", em Angola.

## Filmografia

### Teatro
- 2005 - Perdoa-me por me Traíres
- 2005 - Beijo no Asfalto
- 2006 - Modigliani
- 2008 - The Lover
- 2009 - Woyzeck

### Cinema
| Ano  | Título                       | Personagem            | Notas              |
| ---- | ---------------------------- | --------------------- | ------------------ |
| 2007 | Celluloid Filth              | Roman Reed            |                    |
| 2009 | Borderline                   | Damian                |                    |
| 2009 | La Fiesta de su Hermana      | Enrrique              |                    |
| 2012 | Man and Woman                | Man                   | Diretor de Projeto |
| 2012 | O Grande Kilapy              | Pedro                 |                    |
| 2013 | Phantom – Submarino Fantasma | Vlad                  |                    |
| 2016 | Kuru                         | Inspector Ramos       |                    |
| 2018 | Linhas de Sangue             | Melchior              |                    |
| 2019 | Sergio                       | General Xanana Gusmão |                    |
| 2021 | km 224                       | Namorado de Cláudia   |                    |
| 2022 | Boca Cava Terra              | Paulo                 |                    |

### Televisão
| Ano         | Título                    | Personagem                | Notas            | Canal    |
| ----------- | ------------------------- | ------------------------- | ---------------- | -------- |
| 2014 - 2015 | Jikulumessu               | Carlos                    |                  | TPA      |
| 2015 - 2016 | Coração d'Ouro            | William Morgan            | Elenco Principal | SIC      |
| 2017        | Ouro Verde                | Hadjalmar «Hadja» Andrade | Elenco Principal | TVI      |
| 2017        | Sim, Chef!                | Vasco Gameiro             | Elenco Adicional | RTP1     |
| 2017 - 2018 | A Herdeira                | Javiar «Tiburón» González | Elenco Principal | TVI      |
| 2018 - 2019 | Valor da Vida             | Carlos Brito              | Elenco Principal | TVI      |
| 2019 - 2020 | Prisioneira               | Eduardo Sarmento          | Elenco Principal | TVI      |
| 2020        | O Mundo não Acaba Assim   | O_HomemRural              | Participação     | RTP1     |
| 2020        | Quer o Destino            | António da Costa Machado  | Elenco Principal | TVI      |
| 2021        | Até que a Vida Nos Separe | Armando                   | Elenco Principal | RTP1     |
| 2022 - 2023 | Quero É Viver             | Santiago Valadares Amado  | Elenco Principal | TVI      |
| 2023 - 2024 | O Clube                   | António Silveira          | Elenco Principal | OPTO SIC |
| 2024        | PRISMA                    | João Maria Cardoso        | Elenco Principal | RTP Play |
| 2024 - 2025 | Senhora do Mar            | Alexandre «Alex» Borges   | Antagonista      | SIC      |
| 2024 - 2025 | A Fazenda                 | Vladimiro «Miro» Barbosa  | Elenco Principal | TVI      |

1. ↑  «Pedro Hossi». SIC. Consultado em 18 de dezembro de 2024
2. ↑  «"Como é que vocês conseguiram isto?" – Pedro Hossi surpreendido pelo avô Manuel e pela avó Henriqueta com quem viveu a infância». SIC. Consultado em 19 de dezembro de 2024
3. ↑  «Pedro Hossi (2)». TEDxLisboa. Consultado em 19 de dezembro de 2024
4. ↑  «Pedro Hossi: "Enquanto ator, fui ensinado a ser completamente destemido e agressivo"». NIT. Consultado em 19 de dezembro de 2024
5. ↑  «Pedro Hossi (3)». Rede Angola. Consultado em 19 de dezembro de 2024
6. ↑  «Pedro Hossi fala sobre a morte dos dois irmãos num espaço de 1 ano: "Achei que eu ia a seguir!"». Fama Show. Consultado em 19 de dezembro de 2024